# Lucien von Römer

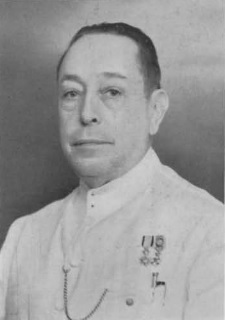
Lucien von Römer

Lucien Sophie Albert Marie von Römer (Kampen, 1873 – Malang, 1965) was een Nederlandse medicus en seksuoloog.

## Familie
Von Römer was lid van de familie Von Römer, een van oorsprong Duitse familie, die sinds de achttiende eeuw in Nederland woonde. Hij was een zoon van Johan Wolfgang Carel von Römer (1835-1879), officier van gezondheid 1e klasse, en Nevina Carolina van der Plas (1838-1899). Hij had een broer die componist was.

## Leermeesters
Hij studeerde in Leiden en Amsterdam medicijnen en vestigde zich in 1903 als zenuwarts. Von Römer beschouwde de psychiaters Frederik van Eeden en Albert van Renterghem als zijn leermeesters, evenals Cornelis Winkler en Gerbrandus Jelgersma, maar hij studeerde ook bij de Duitse seksuologen Magnus Hirschfeld en Albert Moll. In 1913 vestigde hij zich in Nederlands-Indië, waar hij een lange en afwisselende medische loopbaan doorliep. Na zijn pensionering als gewestelijk gouvernementsarts vestigde hij zich als specialist zielsziekten in Malang. Hij had veel belangstelling voor geschiedenis, genealogie en filosofie en was gefascineerd door androgynie en homoseksualiteit.

## Seksuele tussenstappen
In 1902 begon hij te publiceren in het tijdschrift van Magnus Hirschfeld, het Jahrbuch für sexuelle Zwischenstufen. Zijn eerste bijdrage was een uitgebreid opstel over de Franse koning Henri III. Later volgden een uitvoerige studie over androgynie en over de moorddadige bestrijding van homoseksuele handelingen in de Nederlanden rond 1730. Ook vertaalde hij Tolstoi (Mijn evangelie, 1901) en Nietzsches Also sprach Zarathustra (1905); en in datzelfde jaar bezorgde hij de scabreuze satire Sodom van de zeventiende-eeuwse dichter John Wilmot, tweede graaf van Rochester, die doorgaans kortweg 'Rochester' genoemd wordt.
Von Römer was de eerste (in 1903) die enquêtes gebruikte voor wetenschappelijk onderzoek naar seksueel gedrag, in zijn geval naar het 'uranisme,' zoals homoseksualiteit rond 1900 wel werd genoemd. De resultaten van dat onderzoek zijn terug te vinden in zijn boek Het uranisch gezin (1905), waarin hij betoogt dat homoseksualiteit aangeboren is, weerlegt dat het een degeneratieverschijnsel is en een schatting maakt van het percentage homoseksuelen in de bevolking: drie procent. Ook benoemde hij talloze varianten in menselijke seksuele geaardheid. Op dit onderzoek hoopte Von Römer te promoveren aan de Universiteit van Amsterdam, maar zijn dissertatie werd geweigerd. Opmerkelijk en voor zijn tijd zeer vooruitstrevend is Von Römers opvatting dat seksualiteit tussen twee volwassenen van hetzelfde geslacht niet veroordeeld mag worden als er werkelijk liefde in het spel is.

## Nederlands Indië
Toen hij geen uitzicht meer had op een academische carrière ging hij zich met geheel andere dingen bezighouden. Zo nam hij in 1909-1910 als arts en botanicus deel aan een excursie naar het Sneeuwgebergte van Nieuw-Guinea. Ook publiceerde hij reisverslagen over een lange reis door Griekenland, onder meer in De aarde en haar volken. Daarnaast publiceerde hij allerlei artikelen over genealogie en (medische) geschiedenis, bijvoorbeeld in het Nieuw Nederlandsch Biografisch Woordenboek. In Indië had Von Römer zitting in allerlei besturen, en nam hij deel aan congressen. Hij trouwde er in 1921 met de pianiste Eugénie Gallois, met wie hij twee jaar later een zoon kreeg: Djayo Theodorus Nevinus Lucius. Ook bouwde hij een grote bibliotheek op, die echter niet bij elkaar gebleven is.